# Fredrik Gunnarsson
Hans Göte Fredrik Gunnarsson, även Gunnarson, född 4 september 1965 i Oxelösund, är en svensk skådespelare. Han är verksam vid Malmö stadsteater.

## Biografi
Gunnarsson är utbildad vid Teaterhögskolan i Malmö 1992–1995 och efter examen arbetade han ett år på Norrbottensteatern och därefter på Nya Unga teatern i Malmö. Sedan 1997 har han återkommande varit verksam på Malmö stadsteater där han bland annat medverkat i Mordet i Midlands, Maria Stuart, Häxjakten och Måsen. Utöver detta har han varit engagerad vid Stockholms Stadsteater i dansföreställningen Tjechovträdgården och Natten är dagens mor, kaos är granne med gud, samt på Göteborgs Stadsteater i bland annat Den inbillade sjuke.
Gunnarsson är i dag, sen 2016 skådespelare på sin egen teater; Bjärnums Stadsteater. Teatern är beläget i en by i Norra Skåne, Hässleholms kommun.
Han filmdebuterade 1997 i rollen som Conny i Vildängel. Han är dock mest förknippad med rollen som polisen Johan Svartman i Wallander-filmerna.

## Filmografi
- 1997 – Vildängel
- 1998 – Fucking Åmål
- 1998 – Vasasagan
- 1999 – Offer och gärningsmän (TV-serie)
- 2000 – Labyrinten (TV-serie)
- 2001 – Busken
- 2001 – På andra sidan
- 2001 – Villospår
- 2002 – Dunk
- 2004 – Hollywood
- 2005 – Wallander – Innan frosten
- 2005 – Wallander – Byfånen
- 2005 – Wallander – Bröderna
- 2005 – Wallander – Mörkret
- 2005 – Wallander – Afrikanen
- 2006 – Wallander – Den svaga punkten
- 2006 – Wallander – Mastermind
- 2006 – Wallander – Fotografen
- 2006 – Wallander – Täckmanteln
- 2006 – Wallander – Luftslottet
- 2006 – Wallander – Blodsband
- 2006 – Wallander – Jokern
- 2006 – Wallander – Hemligheten
- 2007 – August (TV-serie)
- 2007 – Lögnens pris (TV-serie)
- 2009 – Wallander – Hämnden
- 2009 – Wallander – Skulden
- 2009 – Wallander – Kuriren
- 2009 – Wallander – Tjuven
- 2009 – Wallander – Cellisten
- 2009 – Wallander – Prästen
- 2009 – Wallander – Läckan
- 2009 – Wallander – Skytten
- 2010 – Wallander – Dödsängeln
- 2010 – Wallander – Vålnaden
- 2010 – Wallander – Arvet
- 2010 – Wallander – Indrivaren
- 2010 – Wallander – Vittnet
- 2010 – Wallander – Faceless Killers
- 2011 – Bron (TV-serie)
- 2011 – Som en Zorro
- 2011 – Tune for Two
- 2012 – Lycka till och ta hand om varandra
- 2013 – Best Man
- 2013 – Wallander – Den orolige mannen
- 2013 – Wallander – Försvunnen
- 2013 – Wallander – Sveket
- 2013 – Wallander – Saknaden
- 2013 – Wallander – Mordbrännaren
- 2013 – Wallander – Sorgfågeln
- 2014 – 10 000 timmar
- 2015 – Det borde finnas regler
- 2018 – Gråzon (TV-serie)
- 2020 – Sommaren 85 (TV-serie)
- 2021 – Beck – Döden i Samarra
- 2021 – Den osannolika mördaren (TV-serie)

## Teater

### Roller (ej komplett)
| År   | Roll                 | Produktion                                                     | Regi                  | Teater                   |
| ---- | -------------------- | -------------------------------------------------------------- | --------------------- | ------------------------ |
| 2003 |                      | Clandestino Mia Törnqvist                                      | Eva Molin             | Malmö stadsteater        |
| 2010 |                      | Den inbillningssjuke (Le Malade imaginaire) Molière            | Åsa Kalmér            | Göteborgs stadsteater    |
| 2013 | Versjinin            | Tre systrar (Три сeстры, Tri sestry) Anton Tjechov             | Dennis Sandin         | Uppsala stadsteater      |
| 2014 |                      | Amadeus Peter Shaffer                                          | Frede Gulbrandsen(da) | Malmö stadsteater        |
| 2015 |                      | Folkets fiende (En folkefiende) Henrik Ibsen                   | Dritëro Kasapi        | Malmö Stadsteater        |
| 2017 | Ove Høegh-Guldberg   | Livläkarens besök Per Olov Enquist                             | Johanna Garpe         | Malmö Stadsteater        |
| 2017 | Jean                 | Fröken Julie August Strindberg                                 | Moqi Simon Trolin     | Malmö Stadsteater        |
| 2021 | Sjamrajev            | Måsen (Чайка, Tjajka) Anton Tjechov                            | Eva Dahlman           | Malmö Stadsteater        |
| 2022 | John Gabriel Borkman | Borkmania (John Gabriel Borkman) Henrik Ibsen                  | Stefan Pucher         | Malmö Stadsteater        |
| 2022 | Martin               | Adressat okänd (Address Unknown) Kathrine Kressmann Taylor(en) | Natalie Ringler       | Kulturhuset Stadsteatern |